# Britta Nestler
Britta Nestler (* 8. Februar 1972 in Aachen) ist eine deutsche Mathematikerin, die in der Materialwissenschaft und Mikrostruktursimulation in der Werkstofftechnik forscht. Sie ist Informatikprofessorin an der Hochschule Karlsruhe und am Karlsruher Institut für Technologie (KIT) sowie Leiterin des Institute of Materials and Processes (IMP).

## Karriere
Britta Nestler studierte Physik und Mathematik in Aachen, wo sie auch promovierte. Von 1996 bis 2001 war sie wissenschaftliche Mitarbeiterin am Gießerei-Institut RWTH Aachen. Ihre Dissertation fertigte sie im Jahr 2000 an der RWTH Aachen mit dem Titel Phasenfeldmodellierung mehrphasiger Erstarrung an.
Seit 2001 ist sie Professorin an der Fakultät für Informatik der Hochschule Karlsruhe, wo sie 2008 Gründungsdirektorin des Institute of Materials and Processes war. Im Jahr 2008 gründete sie und leitete das Steinbeis-Transferzentrum. Seit 2010 ist sie zusätzlich Professorin für Mikrostruktursimulation in der Werkstofftechnik am KIT.
Das von ihr geleitete Institut für digitale Materialforschung konzentriert sich auf die Entwicklung neuer Modellierungs- und Simulationstechniken zur Anwendung in der computergestützten Materialwissenschaft und zur Optimierung von Konzepten der Produktionstechnologie. Mit der Software PACE3D werden computergestützte Simulationen mit dem Phasenfeld durchgeführt. Seit 2013 ist Frau Nestler Gutachterin in der Gips-Schüle-Stiftung.

## Forschung
2017 erhielt sie den Leibniz-Preis für ihre „Forschungsarbeiten in der computergestützten Materialforschung und zur Entwicklung neuer Materialmodelle mit multiskaligen und multiphysikalischen Ansätzen“. Grundlage dafür seien „quantitative Modelle für die Beschreibung von Mehrkomponentensystemen, mit denen bei der thermomechanischen Simulation von Werkstoffen oder auch bei der Simulation von Erstarrungsvorgängen eine neue Qualität der Mikrostrukturrepräsentation erzielt und so die Vorgänge erstmals durch realistische 3-D-Simulation wiedergeben“ werden könnten.

## Mitgliedschaften
- Mitglied der Arbeitsgemeinschaft Metall- und Materialphysik der Deutschen Physikalischen Gesellschaft (DPG) (2005–2013)
- Mitglied der Arbeitsgruppe Nachverfolgung der Empfehlungen zur Entwicklung der Fachhochschule des Wissenschaftsrats (2008–2010)
- Mitglied des Sounding Boards zur Strategie KIT@2025 (seit 2014)
- Mitglied des Beirats Landesagentur Leichtbau Baden-Württemberg (seit 2014)
- Mitglied des HLRS-Lenkungsausschusses (seit 2015)[5]

## Schriften
- mit V. Pavlik: Microsimulation of rapidly resolidifying dendritic grain morphologies.
- A 3D parallel simulator for crystal growth and solidication in complex alloy systems.
- mit A. Aksi, M. Selzer: Combined Lattice Boltzmann and phase-field simulations for incompressible fluid flow in porous media.
- mit D. Danilov, A. Bracchi, S. Schneider: A metallic glass composite: Phase-field simulations and experimental analyses of microstructure evolution.
- A 3D parallel simulator for crystal growth and solidification in complex alloy system.
- mit A. A. Wheeler, H. Garcke: Modelling of microstructure formation and interface dynamics.
- A multiphase-field model: sharp interface asymptotics and numerical simulations of moving phase boundaries and multijunctions.

## Auszeichnungen und Ehrungen
- 2001: Friedrich-Wilhelm-Preis der RWTH Aachen.
- 2002: Richard-von-Mises-Preis 2002 der Gesellschaft für Angewandte Mathematik und Mechanik
- 2004: doIT Software-Award 2004 der Stiftung Baden-Württemberg
- 2005: Prize 2005 der Federation of European Materials Societies
- 2008: Landesforschungspreis des Ministeriums für Wirtschaft aus Baden-Württemberg
- 2009: Landeslehrpreis Baden-Württemberg (an das Kolloquium des Fachgebietes Informatik der Hochschule Karlsruhe)
- 2017: Gottfried-Wilhelm-Leibniz-Preis der Deutschen Forschungsgemeinschaft
- 2019: Verdienstorden der Bundesrepublik Deutschland[6]